# Strossmayers promenadstråk
Strossmayers promenadstråk (kroatiska: Strossmayerovo šetalište), i folkmun kallat "Strossmartre" eller "Stross", är ett promenadstråk i Zagreb i Kroatien. Promenadstråket är beläget i Övre staden som är en del av Zagrebs historiska stadskärna och är uppkallat efter välgöraren och kulturpersonligheten biskop Josip Juraj Strossmayer (1815–1905). Dess läge på Grič-höjden med panoramavy över Nedre staden har gjort stråket till en turistattraktion och den står stundom i centrum för olika kulturella evenemang.      

## Historik
Promenadstråket tillkom år 1812 på initiativ av Ignác Gyulay (1763–1831) som var den dåvarande österrikiska provinsen Kroatiens kejserlige ställföreträdande och ban. Det anlades på sluttningen vid Gradecs då ännu intakta södra stadsmur och uppkallades efter Strossmayer först år 1874. För att kunna anlägga promenaden revs den södra stadsporten ("Dverceporten") vid Lotrščaktornet och området vid stadsmuren terrasserades. Arbetena leddes av stadsnotarien Josip Štajdaher och finansierades till största del genom privata donationer vilket en stentavla med den latinska texten "Largitate surrexi. Anno MDCCCXIII" vittnar om. År 1813 öppnade promenadstråket för allmänheten och i slutet av 1800-talet antog det den utformning den har idag.

## Beskrivning
Strossmayers promenadstråk löper i västlig–östlig riktning, från Mesnička ulica (Slakterigatan) till Zakmardijeve stube (Zakmardis trappor). Det är ett naturskönt och romantiskt promenadstråk som överskuggas av höga kastanjeträd.  Längst i öster finns en utsiktsplats med utsikt mot både Kaptol och Nedre staden. I stråkets västra del som markeras av en entrébåge finns marknadsstånd. Längs med stora delar av stråket finns parkbänkar och karaktäristiska gaslyktor.    

## Kultur och offentlig konst

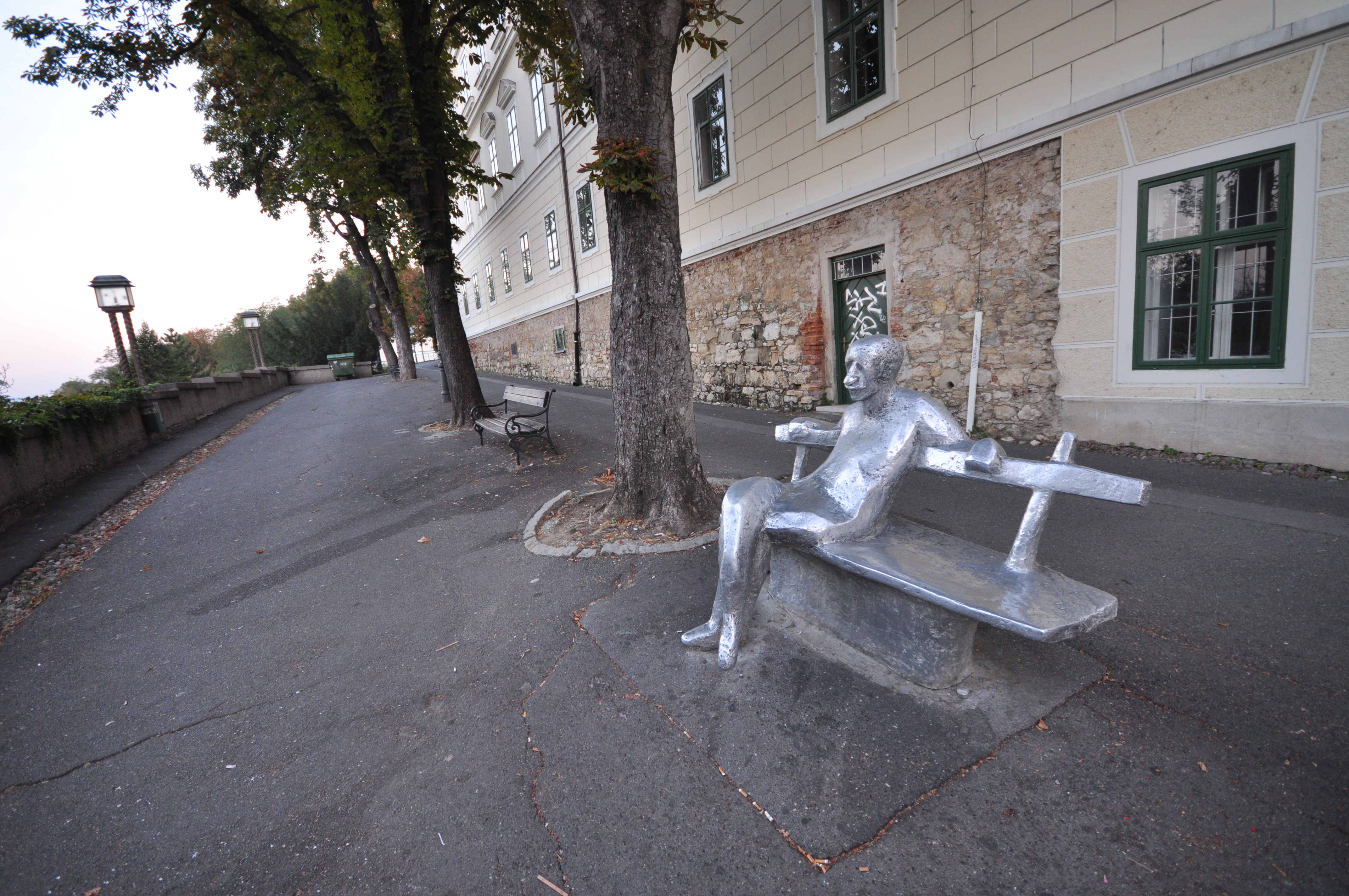
Antun Gustav Matoš-statyn vid promenadstråket år 2012.

- "Sommar på Stross" är en gatufestival där promenadstråket står i centrum. Den äger rum årligen under sommarmånaderna juni–september.[3] Under festivaldagarna organiseras bland annat konserter och workshops och olika konstinstallationer presenteras vid promenaden.[3]
- "Advent på Stross" är en del av Advent i Zagreb och ett evenemang som årligen äger rum i december vid Strossmayers promenadstråk.[6] Musik, mat, dryck och adventstraditioner står i fokus för evenemanget.
- Antun Gustav Matoš-statyn är en staty som föreställer den kroatiske poeten Antun Gustav Matoš (1873–1914) sittande på en parkbänk. Statyn från år 1978 är ett verk av skulptören Ivan Kožarić.[4] Den är symboliskt placerad vid en byggnad som tidigare var ett kafé i wienerstil där författaren (och andra framstående medborgare) brukade ta en kopp kaffe och läsa dagstidningen.[7]